# Управление полярной авиации Главсевморпути
Управле́ние поля́рной авиа́ции Главсевморпути́ — структурное подразделение Главного Управления Северного Морского Пути, руководившее полярной авиацией СССР. 
Воздушные суда полярной авиации осуществляли исследовательские и транспортные полёты в Арктике и Антарктике. С 1933 года по 1960 год полярная авиация являлась самостоятельной частью гражданской авиации Советского Союза. В 1960 году Управление полярной авиации было подчинено Аэрофлоту, а в 1970 году ликвидировано.

## История
В 1919 году, для обеспечения транспортировки грузов в Северном Ледовитом океане и прилегающих к нему территориях, был образован Комитет Северного морского пути, получивший в последующем наименование «Комсеверпуть». Для обеспечения наиболее эффективной проводки судов в ледовых условиях «Комсеверпуть» приобрёл в 1929 году первый самолёт — летающую лодку Дорнье Валь для использования в ледовой разведке. В 1930 году было приобретено ещё 2 таких же самолёта. Имея в конце этого года три самолёта, «Комсеверпуть» обратился во Всесоюзное объединение гражданского воздушного флота (ВОГВФ) с предложением передать эти самолёты в объединение, и что бы последнее организовало в своей структуре управление по обеспечению работы авиации на крайнем Севере. ВОГВФ ответило отказом. 
В результате «Комсеверпуть» 1 марта 1931 года образовал Службу связи, которая являлась самостоятельной хозяйственной единицей и подчинялась правлению «Комсеверпути». Служба связи, в том числе, занималась и организационно-хозяйственными вопросами всей авиации «Комсеверпути». Начальником Службы связи был назначен М. И. Шевелёв, а его заместителем — Б. Г. Чухновский. В 1932 году Служба связи стала именоваться Авиаслужбой, в её составе числился 31 человек. В том же году было приобретено ещё 2 самолёта: ЮГ-1 и Юнкерс В-33; были организованы регулярные авиалинии Красноярск — Игарка и Архангельск — Нарьян-Мар.   
17 декабря 1932 года было образовано Главное управление Северного морского пути при Совнаркоме СССР (Главсевморпуть). В составе организации в феврале 1933 года было образовано Управление воздушной службы. Начальником организации стал Шевелёв. В марте 1933 «Комсеверпуть» был упразднён, а его подразделения включены в состав Главсевморпути. Согласно постановлению СНК от 22 июня 1936 года Управление воздушной службы стало называться Управлением полярной авиации Главсевморпути (УПА).
На конец 1933 года в Управлении имелось 17 самолётов: 6 У-2, 4 Дорнье Валь, 2 ЮГ-1, 2 Ш-2 и по одному Юнкерс В-33, Савойя С-55 и Р-5. Осенью этого года лётчиком Кукановым на самолёте ЮГ-1 за 13 рейсов были эвакуированы 93 человека с зажатых во льдах судов «Север», «Хабаровск» и «Анадырь». В 1934 году лётчики полярной авиации Слепнёв и Леваневский, наряду с авиацией других ведомств, участвовали в операции по спасению экипажа и пассажиров раздавленного льдами парохода Челюскин. На этот год в Управлении полярной авиации имелось 46 самолётов; началось строительство первых постоянно действующих аэродромов в Арктике, открыты авиремонтные мастерские (впоследствии завод) в Красноярске, авиатрасса Красноярк — Игарка продлена до Дудинки и открыта новая регулярная авиалиния вдоль Оби.
В 1935 году у полярной авиации имелось 77 самолётов, действовало 3 регулярных авиалинии: Енисейская, Обская и Ленская. В 1936 году УПА обеспечивала ледовую разведку для первого перехода боевых кораблей по Северному морскому пути (ЭОН-3) — эсминцев с Балтийского на Тихоокеанский флот. В структуре Управления полярной авиации на этот год имелись: Московский авиационный отряд особого назначения, Беломорский авиаотряд, Енисейская и Ленская авиагруппы, Обская и Тихоокеанская авиагруппы, Красноярский авиаремонтный завод. В 1935—1937 годах для полярной авиации проводились закупки некоторых самолётов в США. Приобрели 3 самолёта Локхид Л-10, по два — Дуглас ДФ-195 и Сикорский С-43, по одному — Консолидейтед ПБУ-1 и Валти В-1АС.
Весной 1937 года полярной авиацией была осуществлена первая воздушная высокоширотная экспедиция с посадкой самолётов на Северном полюсе, куда на четырёх самолётах АНТ-6 с одного из островов земли Франца-Иосифа были доставлены полярники и 10 тонн снаряжения для организации дрейфующей станции «Северный полюс-1». Во второй половине 1937 года лётчики Управления полярной авиации участвовали в широкомасштабных поисках пропавшего над Северным ледовитым океаном экипажа Леваневского, совершавшего беспосадочный перелёт в Америку на самолёте ДБ-А.
Зимой 1937—1938 года, в результате плохо организованной навигации, в Арктике вынуждены были зазимовать 25 транспортных судов. Было принято решение об эвакуации с кораблей большей части пассажиров и экипажей. В марте, апреле 1938 года полярной авиацией вывезли с судов более 400 человек. В мае 1938 года начальником УПА стал И. П. Мазурук. В том же году Московский авиаотряд особого назначения стал Московской авиагруппой особого назначения, а Тихоокеанская воздушная линия из Управления полярной авиации перешла в ведение Главного управления гражданского воздушного флота (Аэрофлот). В 1939—1940 годах Обскую, Енисейскую и Ленскую авиалинии также передали Аэрофлоту. В 1938 году полярная авиация имела в своём составе 150 самолётов.
Во время Советско-финляндской войны 1939—1940 годов из части самолётов и экипажей полярной авиации была сформирована ночная бомбардировочная авиагруппа, участвовавшая в боевых действиях. В 1940 году состоялось открытие авиалинии Москва — Анадырь. Весной 1941 года на самолёте АНТ-6 была произведена экспедиция на полюс относительной недоступности. Самолёт совершил три перелёта с острова Врангеля с посадками на льдины в различных местах со 2-го по 7-е, с 12-го по 17-е, и с 23-го по 29-е апреля. 
В июне 1941 года Управление полярной авиации включало Енисейскую, Игарскую, Чукотскую и Московскую особую авиагруппы, Красноярский авиаремонтный завод и другие подразделения, обслуживающие 16 аэродромов в Заполярье. Имелось 82 самолёта различных моделей. После начала Великой Отечественной войны многие полярные лётчики перешли из Управления в военную авиацию. УПА продолжало работать и во время войны, при этом штаб-квартира была перенесена в Красноярск, а исполняющим обязанности начальника Управления в этот период был Ф. М. Кузичкин. Весной 1945 года в УПА имелось 68 самолётов, из них: 10 — Г-1, 10 — По-2, 7 — Си-47, 7 — ПБН-1, 6 — МП-1, 6 — СП, 6 — С-2, 5 — МП-7, 3 — П-5, 2 — Г-2, 2 — Ш-2,  по одному — ПС-84, ПС-40, Сталь-2 и Б-25.
С января 1946 года по май 1947 начальником Управления полярной авиации являлся А. А. Кузнецов, которого сменил на этом посту М. Н. Чибисов. В январе 1951 года начальником Управления стал М. Н. Моросанов; в 1955 году — Шевелёв, проработавший на этой должности до ликвидации управления.  
После войны в УПА стали поступать трофейные германские самолёты. Среди них были ФВ-200 «Кондор», Си-204 «Зибель», Юнкерс В-34 и Юнкерс Ю-52. Весной 1948 года УПА совместно с военной авиацией провели воздушную высокоширотную экспедицию «Север-2», во время которой была выполнена 121 посадка на дрейфующий лёд в 10 пунктах центральной Арктики. Посадку на ледовые аэродромы во время экспедиции осуществляли также истребители Ла-11. В 1949 году, снова вместе с военными, Управление полярной авиации провело экспедицию «Север-4», во время которой, в том числе, было проведено первое десантирование двух парашютистов на Северный полюс. Результатом обеих экспедиций стало открытие подводного хребта Ломоносова. Экспедиция «Север-5» 1950 года осуществлялась вновь УПА совместно с военной авиацией. На этот раз, помимо кратковременных (на несколько дней) исследований во льдах Арктики, была высажена работающая круглогодично дрейфующая станция «Северный полюс-2». В рамках военной составляющей экспедиции, на дрейфующих льдах Северного ледовитого океана были построены несколько аэродромов подскока для стратегических бомбардировщиков. На них была произведена 21 посадка самолётов Ла-11, Ту-6 и Ту-4. В конце 1940-х годов в Управлении полярной авиации начали использовать самолёты Ил-12; в 1950-х — Ан-2, Ил-14 и списанные военные Ту-4, а также вертолёты Ми-1 и Ми-4. В 1960-е в полярной авиации стали использовать вертолёты Ка-15 и самолёты Ан-12, данный тип самолётов участвовал в снабжении нескольких станций «Северный полюс», осуществляя посадки на дрейфующий лёд . В последующие годы УПА продолжало выполнять Высокоширотные воздушные экспедиции в Арктике, работы по ледовой разведке и транспортировку грузов и пассажиров.
Начиная с первой Комплексной антарктической экспедиции 1955-1957 годов УПА участвовало в Советских экспедициях на Антарктиду. За первый год работы экспедиции авиация совершила более 200 посадок в Антарктике, перевезла 389 т грузов и 4630 пассажиров. Для работы на южном континенте в  разные годы привлекались самолёты Ли-2, Ил-12, Ан-2, Ан-6, Ил-14 (с 1960 года) и вертолёты Ми-1 и Ми-4, которые выполняли транспортные и научно-исследовательские операции, в том числе с посадками у внутриконтинентальных станций, расположенных на высоте более 3 км. Авиация доставлялась в Антарктиду на морских судах. К декабрю 1957 года в Антарктике имелось десять самолётов и один вертолёт в работоспособном состоянии. С 15 по 27 декабря 1961 года на двух самолётах (Ил-18В и Ан-12) впервые был осуществлён перелёт из СССР в Антарктиду, туда доставили полярников и грузы. Полёт проходил по маршруту: Москва – Ташкент – Дели – Рангун – Джакарта – Дарвин — Сидней – Крайстчерч – «Мак-Мердо» – станция «Мирный». В сезон 1967 года в Антарктиде работали 8 самолётов: 2 Ли-2 и по 3 Ил-14 и Ан-6. Для работы авиации возле станций имелись взлётно-посадочные полосы, сооружённые на припае либо на леднике. На «Молодёжной» имелось три ВПП длиной от 1,5 км до 3 км; две ВПП на «Мирном» и по одной на «Востоке» и «Новолазаревской». 
3 января 1960 года Управление полярной авиации Главсевморпути было передано в Министерство гражданской авиации СССР. Московскую авиагруппу особого назначения при этом переименовали в 247‑й лётный авиаотряд. В 1963 году этот авиаотряд разделили, образовав на его базе ещё один — 254-й авиаотряд, предназначенный для обеспечения экспедиционной деятельности. В 1970 году Управление Полярной авиации было ликвидировано. Авиаобслуживание Арктики разделили на 4 сектора и передали территориальным управлениям Министерства гражданской авиации: Архангельскому, Красноярскому, Якутскому и Магаданскому.

## Показатели деятельности
| Год                          | 1932  | 1933  | 1934  | 1935  | 1938  | 1939  | 1940  | 1941  | 1942  | 1943  | 1944  |
| Перевезено пассажиров (тыс.) | 0,123 | 0,374 | 0,547 | 2,812 | 2,206 | 9,350 | 11,87 | 7,023 | 8,180 | 8,538 | 11,62 |
| Перевезено грузов (т)        | 3,3   | 21    | 50    | 175   | 302   | 1196  | 2000  | 1326  | 1454  | 1727  | 2195  |